# Société de Borda
Pour les articles homonymes, voir Borda.
La société de Borda est une société savante créée en 1876 à Dax. Elle édite depuis cette date un bulletin trimestriel dans lequel on retrouve des articles détaillés ayant trait à tous les domaines de la connaissance sur le département français des Landes.
Elle est fondée en 1876 par Henry du Boucher et d'autres savants landais ; on lui donne le nom de deux éminents scientifiques landais, Jean-Charles de Borda et Jacques-François de Borda d'Oro. La société se consacre à l'encouragement de l'étude tout ce qui concerne les Landes.

## Histoire
La Société de Borda est fondée en 1876 par une centaine de notables et de savants principalement issus du département des Landes. La première réunion de la Société se tient le 4 mars 1876 à la mairie de Dax. Henry du Boucher dirige cette séance en tant que président provisoire. Du Boucher est élu président avec 20 voix contre 4 pour Hector Serres, ce dernier étant élu vice-président avec Eugène Dufourcet, avec respectivement 19 et 18 voix, devant Émile Taillebois, qui n’obtient que 2 voix. Gaspard de Lataulade (d) est élu secrétaire général avec 22 voix contre une pour Taillebois.

## Présidents
| Identité                                    | Période     |
| ------------------------------------------- | ----------- |
| Henry du Boucher (1835-1891)                | 1876-1889   |
| Eugène Dufourcet (1839-1900)                | 1890-1900   |
| Jacques-François Abbadie (1828-1913)        | 1900-1913   |
| Eugène Bourretère (d) (1848-1937)           | 1913-1925   |
| Ferdinand Puyau (1857-1947)                 | 1926-1937   |
| Louis Dufourcet (1866-1941)                 | 1938-1941   |
| Antonio Aparisi-Serres (1883-1956)          | 1944-1956   |
| Fernand Thouvignon (1904-1979)              | 1956-1979   |
| Charles Blanc (d) (1921-2004)               | 1979-1994   |
| Jean Peyresblanques (1927-2014)             | 1994-2009   |
| Jean-Jacques Taillentou (d) (1959-)         | 2009-2019   |
| Jean-Pierre Brèthes (d) (1957-)             | 2020-2021   |
| Gonzague Espinosa-Dassonneville (d) (1986-) | Depuis 2021 |

## Membres
Le comité des travaux historiques et scientifiques recense 41 membres de la société, dont:
- Hector Serres (1807-1899)
- Jean Besselère (1828-1913)
- Jean-Baptiste Gabarra (1842-1925)
- Félix Arnaudin (1844-1921)
- Joseph Beaurredon (1844-1929)
- Bernard Saint-Jours (1844-1938)
- Georges Camiade (1845-1906)
- Joseph de Laporterie (1850-1935)
- Raphaël Milliès-Lacroix (1850-1941)
- Pierre-Eudoxe Dubalen (1851-1936)
- Paul Lahargou (1855-1942)
- Étienne Lapeyrère (1856-1930)
- Vincent Foix (1857-1932)
- Xavier de Cardaillac (1858-1930)
- Césaire Daugé (1858-1945)
- Jean-Auguste Brutails (1859-1926)
- Antoine Degert (1859-1931)
- Adrien Blanchet (1866-1957)
- Gabriel Cabannes (1866-1958)
- Ferdinand Bernède (1869-1963)
- Pierre Coste (1873-1935)
- Paul Burguburu (1875-1946)
- Émile Daru (1877-1965)
- Marie-Thérèse de Lataulade (1877-1963)
- Émile Taillebois (1841-1892)
- René Cuzacq (1901-1977)
- Robert Arambourou (1914-1989)